# Seznam armenskih inženirjev
Seznam armenskih inženirjev.

## A
- Hovhannes Abgari Adamian
- George Adomian

## B
- James P. Bagian
- Boris Babaian

## D
- Raymond V. Damadian

## H
- Yuri Hovhanissian

## M
- Artem Mikojan

## P
- Mikhail Pogosyan

## S
- Luther George Simjian